# Kardorf (Kronburg)

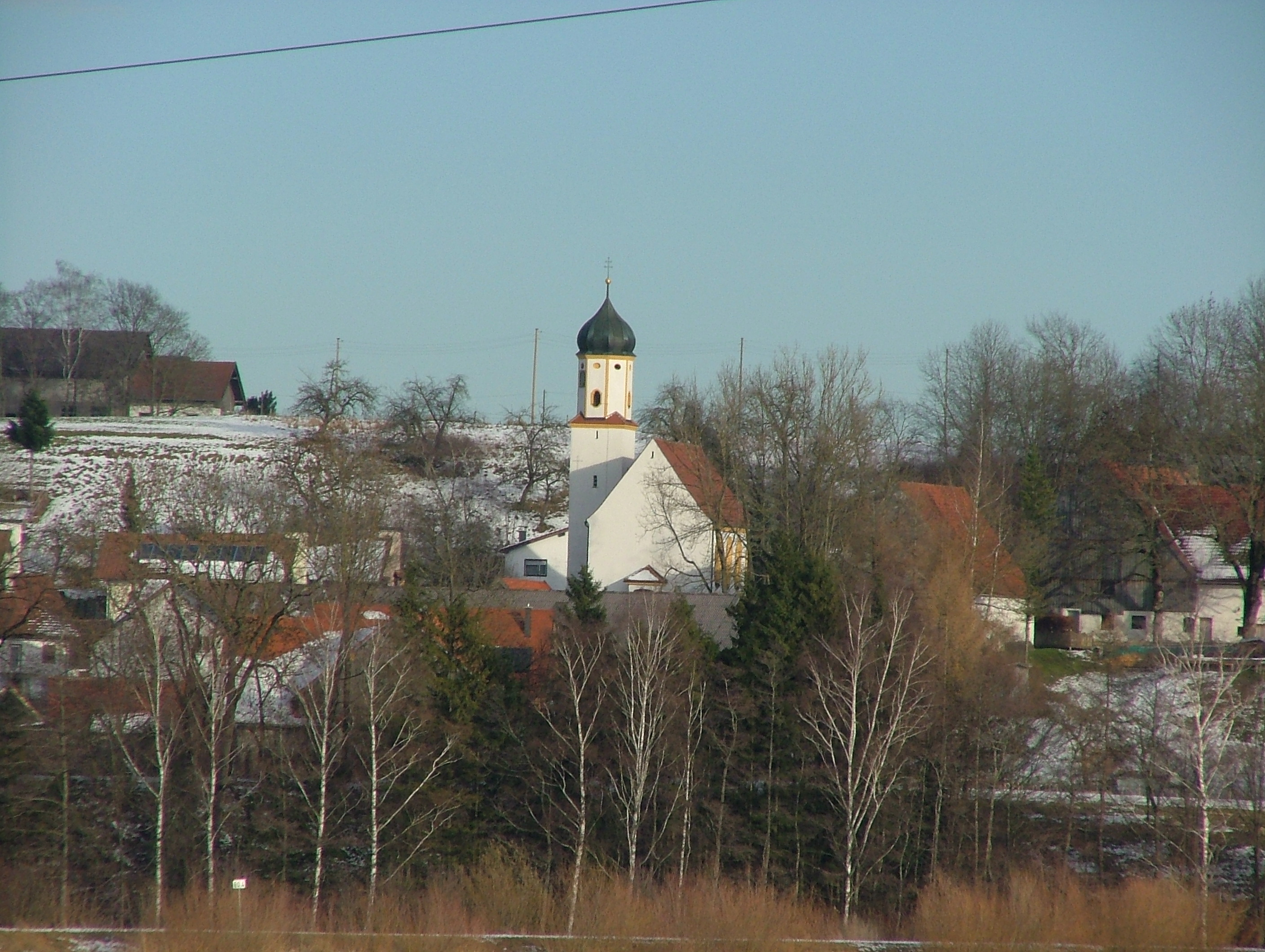
Blick auf Kardorf mit Kirche

Kardorf ist ein Ort und eine Gemarkung in der Gemeinde Kronburg, einer oberschwäbischen Gemeinde im schwäbischen Landkreis Unterallgäu.

## Geographie
Das Kirchdorf liegt 3 Kilometer nordwestlich des Ortes Kronburg auf einem Hügel oberhalb eines Iller-Stausees an der Landesgrenze zu Baden-Württemberg.

## Geschichte
Kardorf entstand vermutlich zeitnah zu Illerbeuren vor oder im 10. Jahrhundert.  Das Dorf war eine Exklave der Reichsabtei Rot an der Rot, größter Grundbesitzer war aber das Unterhospital  der freien Reichsstadt Memmingen. Mit der Rheinbundakte 1806 kam der Ort zum Königreich Bayern. Im Zuge der Verwaltungsreformen in Bayern entstand mit dem Gemeindeedikt von 1818 die Gemeinde Kardorf. Im Zuge der Gebietsreform in Bayern wurde am 1. Juli 1977 die Gemeinde nach Kronburg eingegliedert.
Die katholische Pfarrei Mariä Himmelfahrt in Illerbeuren betreut heute seelsorgerisch die Filialkirche St. Nikolaus in Kardorf. Bis 1821 war St. Nikolaus mit der Pfarre Steinbach uniert und zählte zum Kapitel Isny des Bistums Konstanz.